# バンクーバー・タイタンズ
「バンクーバー・タイタンズ（Vancouver Titans）」は、カナダ・バンクーバーを本拠地とする『オーバーウォッチ（Overwatch）』eスポーツチームである。「オーバーウォッチ・リーグ（Overwatch League / OWL）」所属。チーム名の「タイタンズ（Titans）」は、「巨人たち」の意味である。

## ヘッドコーチ
2018-12-1現在
| ハンドル | 姓名 | 就任日 | 離任日 | 注 | 備考 |
| -------- | ---- | ------ | ------ | -- | ---- |